# European NAvigator
European NAvigator (ENA) ist der Name der ersten digitalen Bibliothek zur Geschichte des europäischen Aufbauwerks von 1945 bis heute.
Tausende Dokumente – größtenteils Originaldokumente – stellen die Geschichte der Europäischen Union anschaulich dar. Fotos, Film- und Tonausschnitte, Verträge, Presseartikel, interaktive Karten usw. aus mehr als 60 Jahren Geschichte sind kostenlos im Internet abrufbar.
Die Nutzeroberfläche steht in französischer und englischer Sprache zur Verfügung.
Das Projekt wird entwickelt vom Centre Virtuel de la Connaissance sur l’Europe (CVCE), einer Luxemburger Einrichtung öffentlichen Rechts.